# Harry Potter og Fangen fra Azkaban
|  | Denne artikel omhandler romanen. For filmen, se Harry Potter og Fangen fra Azkaban (film) |
Harry Potter og fangen fra Azkaban er den tredje roman i Harry Potter-serien skrevet af J.K. Rowling. Bogen er filmatiseret under samme titel. Historien er centreret om Harry Potter og hans bedste venner Hermione og Ron i deres tredje år på troldmandsskolen Hogwarts.

## Handling
Romanen begynder på Ligustervænget, hvor Harry tilbringer sin sommerferie hos familien Dursley, hans onkel og tante. Harry sidder på sit værelse, hvor han om natten laver lektier i al hemmelighed; onkel Vernon og tante Petunia frygter og afskyr alt, der har med troldmandsverdenen at gøre, og de har derfor forbudt Harry at beskæftige sig med sine studier i deres hus.
Han modtager ugler fra Ron, Hermione og Hagrid. Ron sender ham et avisudklip, hvor der står, at Weasley-familien har vundet et lotteri og er taget på ferie i Egypten. Som fødselsdagsgave sender Ron et Luskometer der skal afsløre skjulte farer og snyd. Hermione sender et brev fra Frankrig hvor hun er på ferie, hendes gave er et sæt af redskaber til at vedligeholde sin kost. Harry modtager også et brev fra Hogwarts hvori der er en formular, som giver tilladelse til at besøge troldmandslandsbyen Hogsmeade. Den skal underskrives af Dursley-familien, for at være gyldig, og Harry tror ikke de vil give ham en underskrift på formularen. Da han hører at Vernon Dursleys søster tante Marge, som altid har behandlet ham meget dårligt, kommer på besøg ser han ikke frem til det. Men han indgår en aftale med Vernon om at han vil få en underskrift, hvis Harry ikke nævner noget om magi og lade som om han går på Skt. Brutus' Sikringsanstalt for Håbløst Kriminelle Mindreårige. Under hele besøget kritiserer tante Marge Harry og han må anstrenge sig for at ignorere det, men den sidste aften bagtaler hun Harrys forældre og han mister kontrollen med sin magi. Pludselig blive tante Marge pustet op som en ballon og hun flyver ud af en dør og op på nattehimlen. Grebet af et stærkt raseri pakker Harry alle sine ting og truer Vernon med sin tryllestav da han prøver på at få Harry til at gøre tante Marge normal igen. Han forlader Dursleys hus og ender på Magnoliastrædet hvor han sætter sig ned og overvejer om han vil blive smidt ud af Hogwarts. Da han sidder opfatter han pludselig at noget ser på ham og han opdager en stor sort hund der kigger på ham. Ved et tilfælde kommer han til at tilkalde Midnatsbussen. Med den kører han til Den Utætte Kedel hvor han bliver modtaget af ministeren for magi Cornelius Fudge. Til sin overraskelse bliver Harry ikke straffet, men får kun en formaning om ikke at gå udenfor Den Utætte Kedel eller Diagonalstrædet. De næste uger bruger han på Diagonalstrædet, hvor han køber sine nye bøger til skoleåret og møder nogle af sine skolekammerater.
Toget
Problemer på Ekspressen
På Hogwarts-Ekspressen møder de en mand ved navn R. J. Lupus i en dyb søvn. Toget standser lige pludselig, og alle ser sig nervøst omkring. Med et bliver alle kastet tilbage i sæderne, det bliver koldt og så dukker der et væsen op der er klædt med sort hætte over hele hovedet og kroppen er også dækket til, og det er et svævende væsen. Det eneste ved væsenet der ikke er dækket er hænderne. Men det er ikke et kønt syn, det ligner nærmest døde edderkopper. Med et besvimer Harry og Lupus vågner og skræmmer bæstet med vidt lys. De får vækket Harry og Lupus giver ham helbredende chokolade og fortæller at væsnet Var en Dementor. En af Dementorene fra Azkaban og snart efter er de tilbage på Hogwarts.
Tilbage på Hogwarts
Ved aftensbordet holder Dumbledore sin sædvandlige tale og byder den nye lærer i Forsvar Mod Mørkets Kræfter Professor Remus John Lupus velkommen til skolen.
Herefter får eleverne sine skemaer med det de har for i årets løb Harry og Ron bliver da overrasket da de ser Hermiones skema:
- Forsvar mod Mørkets Kræfter
- Spådom
- Magiske Dyrs Pasning og Pleje
- Talmagi
- Oldtidens Runer
- Eliksirer
- MugglerStudier

I årets løb
I løbet af deres skoleår vælger de deres egne fag. Hermione vælger rigtig mange fag, og må derfor benytte Professor McGonagalls Tidsvender for, at kunne komme til alle fagene.
Ron og Hermione forlader også skolen for at tage til landsbyen Hogsmeade sammen med Harry der er under Usynlighedkappen
I Spådom skal eleverne spå ud fra kaffegrums i nogle kopper. Harry har uheldigvis Den Grumme et af de værste varsler der findes.
Bagefter har de Magiske Dyrs Pasning og Pleje med Hagrid som lærer de bedes der åbne Den Monstrøse Monsterbog som er deres bog i faget de bliver også præsenteret for en af Hagrids Hippogriffer der hedder Stormvind . Hagrid får en tur på ham og efter den tur skal Draco Malfoy vise sig han kalder den for en stor kylling, der er det værste man kan gøre mod en Hippogrif og den bliver rasende og slår ud efter Malfoy hvor efter han ryger på Hospitalsfløjen.
Senere har de Forsvar Mod Mørkets Kræfter, hvor de bliver bedt om at forvandle en Boggart til noget de finder morsomt med Besværgelsen Riddikulus.
Først er det Neville hvis største frygt er Severus Snape. Han forestiller sig Snape i sin bedstemors tøj og råber Riddikulus, hvorefter Boggarten forvandles. Efter Neville kommer Ron hvis største frygt er Edderkopper han forestiller sig den med rulleskøjter og råber Riddikulus vupti et stks edderkop med rulleskøjter. Herefter er det Parvati fra Gryffindor, hvis største frygt er Slanger hun forestiller sig den som en Trold i en æske og råber Riddikulus hvorefter den er en Trold i en æske. Efter Parvati er det Harry og lige som man tror at Boggarten vil forvandle sig til Voldemort forvandler den sig til en Dementor og Harry når ikke at tænke noget før professor Lupus sprang ind foran og den forvandledes straks til en fuldmåne hvilket han hader mest af alt han tænker hurtigt, råber Riddikulus og månen forvandles til en ballon og suser ind i skabet hvorefter timen er til ende.
Senere har de Spådom igen og de bedes se deres fremtid i krystalkuglen. Hermione kommer igen og der går ikke lang tid før der ryger en finger i vejret Hermione spørger: Må jeg ik´ prøve? og siger så Den Grumme. Muligvis. og så kommer professor Trelawney til at fornærme Hermione. Hun går og vælter krystalkuglen ned på gulvet. Efter timen er Harry tilbage med krystalkuglen og professor Trelawney kommer og er Hæs Hun bemærker ikke selv at hun siger at Mørkets Herre er vendt tilbage sammen med sin tjener og at hun siger at Harry er Den Udvalgte til at gøre det af med ham. efter det kommer hun til sig selv og Harry forlader rummet.
Der er Forsvar Mod Mørkets Kræfter men denne gang er det ikke Lupus men Snape der underviser selvom han er blevet forbudt den stilling. Men professor Snape vikarierer kun og beder dem slå op på side 349. hvor de skal læse om vareulve og straks er Hermione skummel og tankefuld.
Efter dagen er der Quidditch det er Gryffindor mod Hufflepuff senere jagter Harry lynet sammen med den anden søger Hufflepuff Søgeren bliver ramt af lynet, i håret, da det er en stormfuld dag Harry når ikke at fange lynet for straks kommer Dementorerne omringer ham, smider ham af kosten så kosten flyver ind i Slagpoplen og Harry falder grebet af Dumbledores Arrestum Romantom efter det er han på Hospitalsfløjen og får at vide at hans kost er i stykker får dage senere er han blevet udskrevet.
Senere får han en enetime med Lupus han lærer Patronus-besværgelsen: Expecto Patronum.
Senere i bogen er de gået ned til Hagrid og ser til ham han siger at Stormvind er blevet dømt til døden.
Senere er de i Hagrids Hytte og de snakker om Stormvind og de ser professor Dumbledore og Fudge gå ned til Hagrids Hytte sammen med en bøddel med en økse i hånden.
Ron, Hermione og Harry flygter hvorefter Rons rotte Scabbers bider ham og løber ned til Slagpoplen hvor Ron fanger ham og Den Grumme (Sort Hund) springer hen og bider Ron i benet og slæber ham med ned i en hemmelig passage Harry og Hermione følger med ned men bliver standset da Slagpoplen slår ud efter dem de bliver slynget ned i grotten og opdager senere at det er en gang til Det Hylende Hus de går op øverst i huset og bliver mødt af Fangen fra Azkaban: Sirius Black der prøver at slå Harry ihjel det bliver der afsløret at Rons rotte Scabbers er en Animagus og er snyderen Peter Pettigrew. Sirius Black der tilsyneladende har glemt at slå Harry ihjel sender ham, Hermione og Ron op ad grotten herefter bliver det fuldmåne Lupus bliver varulv, Peter forvandler sig til rotte og stikker af og Sirius bliver nødt til at forvandle sig til den sorte hund og kæmper mod Lupus-Varulv, senere er de ved den sorte sø, Harry ser Dementorer, bruger sin Patronus, skræmmer dem væk. Senere er Ron endelig kommet på Hospitalsfløjen og Harry og Hermione benytter Tidsvenderen og rejser tilbage i tiden...
... Tilbage i tiden er Harry og Hermione på vej til Hagrid, imens de skjuler sig for de tidligere udgaver af Harry, Hermione og Ron, de redder Stormvind og flyver på ham over i det højeste tårn redder Sirius der er fanget. Senere er de tilbage i Hospitalsfløjen hvor Ron er forvirret over at han lige stod og talte med dem og at de lige er kommet ind ad døren.
| Bog | Spire Denne artikel om bøger og tidsskrifter er en spire som bør udbygges. Du er velkommen til at hjælpe Wikipedia ved at udvide den. |